# Лимонена стърчиопашка
Лимонената стърчиопашка (Motacilla citreola) е дребна пойна птица срещаща се в България.

## Описание
Птицата достига дължина от 15 до 17 cm. Има характерна дълга опашка. Размахът на крилете е от порядъка на 24 до 28 cm. Като цяло има прилика с Жълтата стърчиопашка. Гнезди през лятото във влажни места, а през зимата мигрира в Южна Азия. Снася 4 – 5 петнисти яйца. Насекомоядна птица, която живее в близост до водоеми.